# آگادا (داغستان)
آگادا (به لاتین: Agada) یک منطقهٔ مسکونی در روسیه است که در داغستان واقع شده‌است.